# One Albania
Die One Albania sh.a. ist ein Telekommunikationsunternehmen in Albanien und eine der zwei Mobilfunkgesellschaften auf dem lokalen Markt.
Das Unternehmen wurde 1995 vom albanischen Staat als Albanian Mobile Communications (AMC) gegründet und im Jahr 2000 an die griechische Cosmote verkauft, deren Muttergesellschaft OTE seit 2008 zur Deutschen Telekom gehört. Die Umbenennung von AMC auf den Namen Telekom Albania erfolgte im Juli 2015. Nach dem Verkauf an eine Investorengruppe wurde die Gesellschaft im September 2020 in One Telecommunications umbenannt. 2023 wurde das Unternehmen mit der vormals staatlichen ALBtelecom fusioniert.

## Geschichte
Albanian Mobile Communications Sh.a. (AMC) war der erste Mobilfunkanbieter Albaniens und wurde am 22. November 1995 als Aktiengesellschaft gegründet. Bei Aufnahme des Geschäftsbetriebs im Mai 1996 lagen sämtliche Anteile des Unternehmens im Eigentum des Staates. Im Jahr 2000 folgte die Privatisierung. Dabei übernahm für etwa 66,5 Mio. Euro der albanische Arm des griechischen Mobilfunkanbieters Cosmote – eine Tochter der Hellenic Telecommunications Organization S.A. (OTE) – eine Mehrheit von 85 % der Unternehmensanteile. Zwei Jahre später entstanden die ersten Filialen im Land.

Altes AMC-Logo

Im Jahr 2005 wurde die Corporate Identity von Cosmote übernommen. Der auf amc abgekürzte Name blieb aber erhalten. Bis zum Jahr 2007 stieg die Anzahl der Mitarbeiter nach Unternehmensangaben auf 516, bei einem Umsatz von rund € 177,5 Millionen im gleichen Jahr. Im Februar 2009 verkaufte der albanische Staat für 48,2 Mio. Euro weitere 12,6 % des Unternehmens an Cosmote Mobile Telecommunications S.A. An deren griechischer Muttergesellschaft, dem Telekommunikationsunternehmen OTE, hatte sich kurz zuvor die Deutsche Telekom AG beteiligt.
Bis 2011 stieg die Anzahl der Filialen auf über 100 an. AMC erhielt eine 4G-Lizenz und startete als erster Anbieter in Albanien mit Angeboten auf Basis dieser Technik. Im April 2015 erreichte AMC über zwei Millionen Kunden, was einen Marktanteil von etwa 41 % entsprach, bei einer Abdeckung von 91 % des albanischen Staatsgebiets. Die Anzahl der Filialen war in der gleichen Zeit auf 150 gewachsen.
Nachdem die Deutsche Telekom über die Jahre ihren Anteil an OTE und damit auch an Cosmote und AMC weiter ausgebaut hatte, wurde AMC am 23. Juli 2015 in Telekom Albania umbenannt. Das vormals grüne Logo wurde durch das Telekom-Logo des deutschen Mutterkonzerns in Magenta ersetzt. Im gleichen Jahr erhielt Telekom Albania die Lizenz, auch Dienste im kommenden 4G-Standard anzubieten. Im Jahr 2018 verfügt der Telekom-Konzern über 99,79 % der Unternehmensanteile, die von OTE gehalten werden. Nach Unternehmensangaben werden mit 1,84 Millionen Kunden etwa 37,4 Prozent Marktanteil erreicht.
2019 verkaufte OTE die albanische Tochter an das bulgarische Unternehmen Albania Telecom Invest AD, an dem ein Mehrheitsaktionär der bulgarischen Viacom und ein albanischer Investor beteiligt sind. Im September 2020 verschwand die Marke Telekom aus dem albanischen Markt und wurde durch One Telecommunications ersetzt. 2022 übernahm die ungarische 4iG fast 100 % der Anteile an One Telecommunications und übernahm zudem den Konkurrenten ALBtelecom. Die beiden Unternehmen wurden 2023 fusioniert. Mit der Umbenennung in One Albania verschwand ALBtelecom auch als Marke. One Albania wurde zum größten Telekommunikationsanbieter auf dem Markt. 2022 hatte One einen Anteil von 40 % und ALBtelecom einen Anteil von 15 % beim Mobilfunk.